# Botèiras
Les Botèiras, (en occità: Botèiras; en francès: Boutières) és un Parçan o comarca d'Occitània situada al Llenguadoc. També es considerada una regió natural de França. La seva vil·la principal és Lo Chailar.
Segons la proposta de divisió territorial d'Occitània del diari Jornalet, basada en l'obra de Frederic Zégierman Le Guide des pays de France, les Botèiras estarien ubicades a la regió del Llenguadoc, subregió del Vivarès.
Oficialment, les comunes de les Botèiras estan adscrites administrativament i situades al centre del departament francès de l'Ardecha, a la regió administrativa d'Alvèrnia-Roine-Alps.